# Messèis
Messeix és un municipi francès situat al departament del Puèi Domat i a la regió d'Alvèrnia-Roine-Alps. L'any 2007 tenia 1.190 habitants.

## Demografia

### Població
El 2007 la població de fet de Messeix era de 1.190 persones. Hi havia 606 famílies de les quals 271 eren unipersonals (88 homes vivint sols i 183 dones vivint soles), 195 parelles sense fills, 112 parelles amb fills i 28 famílies monoparentals amb fills.
La població ha evolucionat segons el següent gràfic:
Habitants censats

### Habitatges
El 2007 hi havia 963 habitatges, 622 eren l'habitatge principal de la família, 180 eren segones residències i 161 estaven desocupats. 885 eren cases i 76 eren apartaments. Dels 622 habitatges principals, 456 estaven ocupats pels seus propietaris, 129 estaven llogats i ocupats pels llogaters i 36 estaven cedits a títol gratuït; 2 tenien una cambra, 29 en tenien dues, 145 en tenien tres, 227 en tenien quatre i 218 en tenien cinc o més. 446 habitatges disposaven pel capbaix d'una plaça de pàrquing. A 265 habitatges hi havia un automòbil i a 190 n'hi havia dos o més.

### Piràmide de població
La piràmide de població per edats i sexe el 2009 era:
| Homes | Edats   | Dones |
| ----- | ------- | ----- |
| 0     | 95 o +  | 0     |
| 8     | 90 a 94 | 8     |
| 12    | 85 a 89 | 36    |
| 8     | 80 a 84 | 32    |
| 76    | 75 a 79 | 92    |
| 52    | 70 a 74 | 72    |
| 48    | 65 a 69 | 72    |
| 48    | 60 a 64 | 48    |
| 24    | 55 a 59 | 36    |
| 20    | 50 a 54 | 32    |
| 52    | 45 a 49 | 20    |
| 48    | 40 a 44 | 20    |
| 68    | 35 a 39 | 40    |
| 40    | 30 a 34 | 36    |
| 16    | 25 a 29 | 52    |
| 24    | 20 a 24 | 4     |
| 44    | 15 a 19 | 32    |
| 28    | 10 a 14 | 12    |
| 28    | 5 a 9   | 16    |
| 20    | 0 a 4   | 24    |

## Economia
El 2007 la població en edat de treballar era de 626 persones, 431 eren actives i 195 eren inactives. De les 431 persones actives 380 estaven ocupades (227 homes i 153 dones) i 51 estaven aturades (16 homes i 35 dones). De les 195 persones inactives 80 estaven jubilades, 28 estaven estudiant i 87 estaven classificades com a «altres inactius».

### Ingressos
El 2009 a Messeix hi havia 611 unitats fiscals que integraven 1.169,5 persones, la mediana anual d'ingressos fiscals per persona era de 15.229 €.

### Activitats econòmiques
Dels 45 establiments que hi havia el 2007, 1 era d'una empresa alimentària, 2 d'empreses de fabricació d'altres productes industrials, 10 d'empreses de construcció, 11 d'empreses de comerç i reparació d'automòbils, 5 d'empreses de transport, 4 d'empreses d'hostatgeria i restauració, 2 d'empreses financeres, 2 d'empreses immobiliàries, 3 d'empreses de serveis, 4 d'entitats de l'administració pública i 1 d'una empresa classificada com a «altres activitats de serveis».
Dels 15 establiments de servei als particulars que hi havia el 2009, 1 era una oficina de correu, 1 una oficina bancària, 1 taller de reparació d'automòbils i de material agrícola, 1 guixaire pintor, 3 fusteries, 2 lampisteries, 2 electricistes, 1 empresa de construcció, 1 perruqueria i 2 restaurants.
Dels 5 establiments comercials que hi havia el 2009, 1 era una botiga de més de 120 m², 2 botiges de menys de 120 m², 1 una fleca i 1 una carnisseria.
L'any 2000 a Messeix hi havia 50 explotacions agrícoles que ocupaven un total de 1.674 hectàrees.

## Equipaments sanitaris i escolars
El 2009 hi havia 1 centre de salut, 1 farmàcia i 1 ambulància.
El 2009 hi havia una escola elemental.

## Poblacions més properes
El següent diagrama mostra les poblacions més properes.